# Liga Republicana
La Liga Republicana fue un movimiento fascista de Argentina fundada por Roberto Laferrère y Rodolfo Irazusta en 1929. El partido tomó mucho de la ideología y la estructura del movimiento Action française cuyas ideas se habían distribuido en Argentina por polemistas como Juan Carulla.

## Historia
La Liga tiene sus raíces en un movimiento juvenil establecido por Irazusta y Laferrere alrededor de 1927, cuyo objetivo era minar el gobierno. El grupo se unió por el odio de los miembros a Hipólito Yrigoyen aunque los elementos significativos dentro de la Liga fueron inspirados por el fascismo de Benito Mussolini, así como las ideas de Miguel Primo de Rivera. Laferrère insistía en que la Liga no debía convertirse en un partido político y se enfrentó con Irazusta sobre este tema, cuando sugirió presentar una lista para la elección 1931. De Laferrere y Juan Carulla eran de la idea de que la Liga debe apoyar a los socialistas independientes, moción que fue aprobada, por lo que Irazusta se retiró del movimiento. 
Tras la creación de la Legión Cívica Argentina en 1931 Laferrère empezó a decaer en su apoyo a José Félix Uriburu y finalmente determinó el retiro de la Liga Republicana del movimiento de apoyo a la revolución septembrina, citando la naturaleza "lumpen" de la misma, que se acerca a un movimiento de masas. Mientras tanto refuerza su vínculo al tronco principal del conservadurismo. Como consecuencia de la separación de Laferrère, otros intelectuales procedieron de la misma manera. Luego de esta separación, el destino de la Liga Republicana no está claro.